# Кинонаграда MTV за лучшую женскую роль
Список лауреатов и номинантов кинонаграды MTV в категории Лучшая женская роль: (англ. MTV Movie Award for Best Female Performance)
| Церемония | Год церемонии | Лауреат                                             | Номинанты |
| --------- | ------------- | --------------------------------------------------- | --- |
| 1-я       | 1992          | Линда Хэмилтон — Терминатор 2: Судный день          | Джина Дэвис — Тельма и Луиза Ребекка Де Морнэй — Рука, качающая колыбель Мэри Элизабет Мастрантонио — Робин Гуд: Принц воров Джулия Робертс — Умереть молодым       |
| 2-я       | 1993          | Шэрон Стоун — Основной инстинкт                     | Джина Дэвис — Их собственная лига Вупи Голдберг — Действуй, сестра Деми Мур — Несколько хороших парней Уитни Хьюстон — Телохранитель                                |
| 3-я       | 1994          | Джанет Джексон — Поэтичная Джастис                  | Анджела Бассетт — На что способна любовь Деми Мур — Непристойное предложение Джулия Робертс — Дело о пеликанах Мег Райан — Неспящие в Сиэтле                        |
| 4-я       | 1995          | Сандра Буллок — Скорость                            | Джейми Ли Кёртис — Правдивая ложь Джоди Фостер — Нелл Мег Райан — Когда мужчина любит женщину Ума Турман — Криминальное чтиво                                       |
| 5-я       | 1996          | Алисия Сильверстоун — Бестолковые                   | Сандра Буллок — Пока ты спал Мишель Пфайффер — Опасные мысли Сьюзан Сарандон — Мертвец идёт Шэрон Стоун — Казино                                                    |
| 6-я       | 1997          | Клэр Дэйнс — Ромео + Джульетта                      | Сандра Буллок — Время убивать Нив Кэмпбелл — Крик Хелен Хант — Смерч Мадонна — Эвита                                                                                |
| 7-я       | 1998          | Нив Кэмпбелл — Крик 2                               | Вивика Фокс — Пища для души Хелен Хант — Лучше не бывает Джулия Робертс — Свадьба лучшего друга Кейт Уинслет — Титаник                                              |
| 8-я       | 1999          | Камерон Диас — Все без ума от Мэри                  | Дженнифер Лав Хьюитт — Не могу дождаться Дженнифер Лопес — Вне поля зрения Гвинет Пэлтроу — Влюблённый Шекспир Лив Тайлер — Армагеддон                              |
| 9-я       | 2000          | Сара Мишель Геллар — Жестокие игры                  | Дрю Бэрримор — Нецелованная Нив Кэмпбелл — Крик 3 Эшли Джадд — Двойной просчёт Джулия Робертс — Сбежавшая невеста                                                   |
| 10-я      | 2001          | Джулия Робертс — Эрин Брокович                      | Алия — Ромео должен умереть Кейт Хадсон — Почти знаменит Дженнифер Лопес — Клетка Джулия Стайлз — За мной последний танец                                           |
| 11-я      | 2002          | Николь Кидман — Мулен Руж!                          | Кейт Бекинсэйл — Пёрл-Харбор Хэлли Берри — Бал монстров Анджелина Джоли — Лара Крофт: Расхитительница гробниц Риз Уизерспун — Блондинка в законе                    |
| 12-я      | 2003          | Кирстен Данст — Человек-паук                        | Хэлли Берри — Умри, но не сейчас Кейт Хадсон — Как отделаться от парня за 10 дней Куин Латифа — Чикаго Риз Уизерспун — Стильная штучка                              |
| 13-я      | 2004          | Ума Турман — Убить Билла. Фильм 1                   | Дрю Бэрримор — 50 первых поцелуев Шарлиз Терон — Монстр Хэлли Берри — Готика Куин Латифа — Дом вверх дном                                                           |
| 14-я      | 2005          | Линдси Лохан — Дрянные девчонки                     | Натали Портман — Страна садов Ума Турман — Убить Билла 2 Хилари Суонк — Малышка на миллион Рэйчел Макадамс — Дневник памяти                                         |
| 15-я      | 2006          | отсутствует                                         | Риз Уизерспун — Переступить черту Рэйчел Макадамс — Ночной рейс |
| 16-я      | 2007          | отсутствует                                         | Кира Найтли — Пираты Карибского моря: Сундук мертвеца Бейонсе Ноулз — Девушки мечты Дженнифер Хадсон — Девушки мечты                                                |
| 17-я      | 2008          | Эллен Пейдж — Джуно                                 | Кэтрин Хайгл — Немножко беременна Джессика Бил — Чак и Ларри: Пожарная свадьба Эми Адамс — Зачарованная Кира Найтли — Пираты Карибского моря: На краю Света         |
| 18-я      | 2009          | Кристен Стюарт — Сумерки                            | Кейт Уинслет — Чтец Анджелина Джоли — Особо опасен Энн Хэтэуэй — Война невест Тараджи Хенсон — Загадочная история Бенджамина Баттона                                |
| 19-я      | 2010          | Кристен Стюарт — Сумерки. Сага. Новолуние           | Сандра Буллок — Невидимая сторона Аманда Сейфрид — Дорогой Джон Зои Салдана — Аватар Эмма Уотсон — Гарри Поттер и Принц-полукровка                                  |
| 20-я      | 2011          | Кристен Стюарт — Сумерки. Сага. Затмение            | Натали Портман — Чёрный лебедь Эмма Стоун — Отличница лёгкого поведения Дженнифер Энистон — Притворись моей женой Эмма Уотсон — Гарри Поттер и Дары Смерти: часть 1 |
| 21-я      | 2012          | Дженнифер Лоуренс — Голодные игры                   | Эмма Стоун — Эта — дурацкая — любовь Эмма Уотсон — Гарри Поттер и Дары Смерти: часть 2 Кристен Уиг — Девичник в Вегасе Руни Мара — Девушка с татуировкой дракона    |
| 22-я      | 2013          | Дженнифер Лоуренс — Мой парень — псих               | Энн Хэтэуэй — Отверженные Эмма Уотсон — Хорошо быть тихоней Мила Кунис — Третий лишний Ребел Уилсон — Идеальный голос                                               |
| 23-я      | 2014          | Дженнифер Лоуренс — Голодные игры: И вспыхнет пламя | Эми Адамс — Афера по-американски Дженнифер Энистон — Мы — Миллеры Лупита Нионго — 12 лет рабства Сандра Буллок — Гравитация                                         |
| 24-я      | 2015          | Шейлин Вудли — Виноваты звёзды                      | Эмма Стоун — Бёрдмэн Дженнифер Лоуренс — Голодные игры: Сойка-пересмешница. Часть 1 Риз Уизерспун — Дикая Скарлетт Йоханссон — Люси                                 |
| 25-я      | 2016          | Шарлиз Терон — Безумный Макс: Дорога ярости         | Алисия Викандер — Из машины Анна Кендрик — Идеальный голос 2 Дейзи Ридли — Звёздные войны: Пробуждение силы Дженнифер Лоуренс — Джой Морена Баккарин — Дэдпул       |
| 26-я      | 2017          | Эмма Уотсон — Красавица и Чудовище                  | Тараджи Хенсон — Скрытые фигуры Хейли Стайнфелд — Почти семнадцать                                                                                                  |